# NGC 3015
NGC 3015 est une galaxie spirale intermédiaire située dans la constellation du Sextant. NGC 3015 a été découverte par l'astronome allemand Albert Marth en 1864.

## Caractéristiques
Sa vitesse par rapport au fond diffus cosmologique est de 7 902 ± 24 km/s, ce qui correspond à une distance de Hubble de 116,5 ± 8,2 Mpc (∼380 millions d'al).
La base de données NASA/IPAC et Wolfgang Steinicke classent cette galaxie comme une lenticulaire, mais l'image de l'étude SDSS montre clairement la présence de bras spiraux. Le classement de spirale intermédiaire par le professeur Seligman correspond mieux à la réalité.
NGC 3015 présente une large raie HI et c'est une galaxie active à raies d’émissions optiques étroites.
Selon la base de données Simbad, NGC 3015 est une galaxie à noyau actif.
En raison d'une brillance de surface égale à 11,75  mag/am2, on peut qualifier NGC 3015 de galaxie présentant une brillance de surface élevée.